# کریستین بیک
کریستین بیک (انگلیسی: Christian Beeck؛ زادهٔ ۱۸ دسامبر ۱۹۷۱) بازیکن فوتبال اهل آلمان است.
از باشگاه‌هایی که در آن بازی کرده‌است می‌توان به باشگاه فوتبال هانزا روستوک، باشگاه فوتبال انرژی کوتبوس، باشگاه فوتبال یونیون برلین، و باشگاه فوتبال فورتونا دوسلدورف اشاره کرد.